# Liste der Biografien/Sas
Liste der Biografien |
Portal Biografien |
Personensuche
# |
A |
B |
C |
D |
E |
F |
G |
H |
I |
J |
K |
L |
M |
N |
O |
P |
Q |
R |
S |
T |
U |
V |
W |
X |
Y |
Z |
?
 
Sa |
Sb |
Sc |
Sd |
Se |
Sf |
Sg |
Sh |
Si |
Sj |
Sk |
Sl |
Sm |
Sn |
So |
Sp |
Sq |
Sr |
Ss |
St |
Su |
Sv |
Sw |
Sy |
Sz
 
Saa |
Sab |
Sac |
Sad |
Sae |
Saf |
Sag |
Sah |
Sai |
Saj |
Sak |
Sal |
Sam |
San |
Sao |
Sap |
Saq |
Sar |
Sas |
Sat |
Sau |
Sav |
Saw |
Sax |
Say |
Saz
Die Liste der Biografien führt alle Personen auf, die in der deutschsprachigen Wikipedia einen Artikel haben. Dieses ist eine Teilliste mit 394 Einträgen von Personen, deren Namen mit den Buchstaben „Sas“ beginnt.

## Sas
- Sas, Anna (* 2003), belarussische Fußballspielerin
- Sas, Aris (* 1976), österreichischer Sänger und Schauspieler
- Sas, Bert (1892–1948), niederländischer Militärattaché in Berlin (1936–1940)
- Sas, Éva (* 1970), französische Politikerin (Europe Ecology – The Greens)
- Sas, Ferenc (1915–1988), ungarischer Fußballspieler
- Şaş, Hasan (* 1976), türkischer FußballspielerHasan Şaş (* 1976)

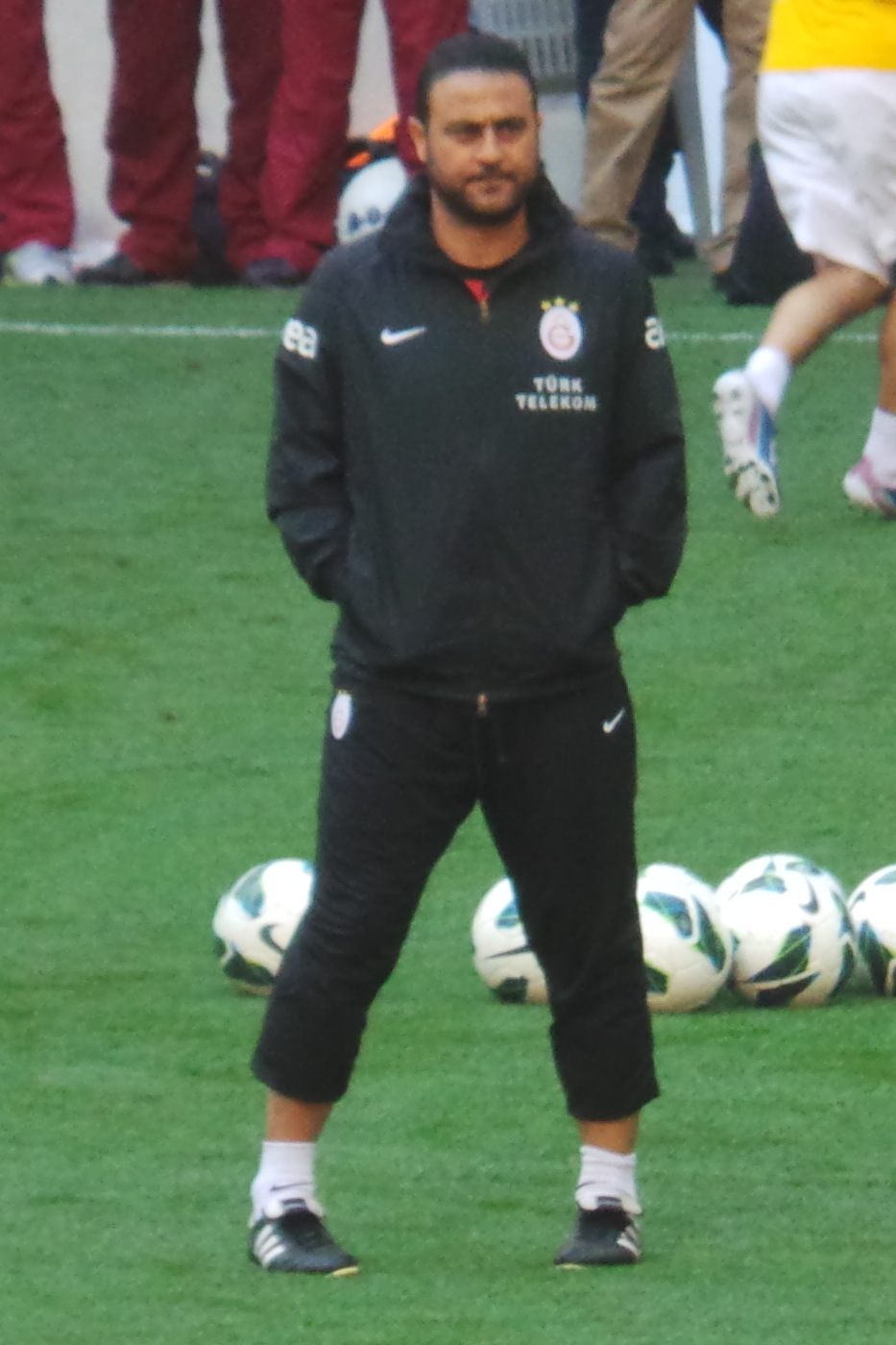
Hasan Şaş (* 1976)

- Sas, Julian (* 1970), niederländischer Bluesgitarrist und Sänger
- Sas, Károly (* 1915), ungarischer Fußballspieler
- Sas, Miryam (* 1966), US-amerikanische Japanologin
- Şaş, Sahra (* 1994), türkische Schauspielerin
- Sas, Stanislau (* 1964), belarussischer Generalleutnant

### Sasa
- Sasa, Shuta (* 2006), japanischer Fußballspieler
- Sasabuchi, Fumie (* 1975), japanische Künstlerin
- Sasagaki, Ryōsuke (* 1985), japanischer Fußballspieler
- Sasagaki, Takuya (* 1991), japanischer Fußballspieler
- Sasagawa, Takashi (* 1935), japanischer Politiker
- Sasage, Kyōko (* 1969), japanische Badmintonspielerin
- Sasahara, Fumio (* 1945), japanischer Judoka
- Sasahara, Shōzō (1929–2023), japanischer Ringer und Sportfunktionär
- Sasahara, Shuhei (* 1996), japanischer Fußballspieler
- Sasahara, Ukyō (* 1996), japanischer Automobilrennfahrer
- Sasahara, Yoshimi (* 1974), japanischer Fußballspieler
- Sasahara, Yūki (* 1984), japanischer Skeletonpilot
- Sasai, Yoshiki (1962–2014), japanischer Entwicklungsbiologe und Mediziner
- Sasaji, Masanori (* 1955), japanischer Jazzmusiker (Piano, Keyboards)
- Sasajima, Kihei (1906–1993), japanischer Holzschnittkünstler während der Shōwa-Zeit
- Sasakawa, Ryōichi (1899–1995), ultranationalistischer Politiker, Kriegsverbrecher, Unternehmer und Sportfunktionär
- Sasakawa, Yōhei (* 1939), japanischer Manager und Stiftungsvorsitzender
- Sasaki, Akira (* 1981), japanischer Skirennläufer
- Sasaki, Asahi (* 2000), japanischer Fußballspieler
- Sasaki, Ayumu (* 2000), japanischer Motorradrennfahrer
- Sasaki, Daiju (* 1999), japanischer Fußballspieler
- Sasaki, Haruno (* 1995), japanische Handballspielerin
- Sasaki, Hayato (* 1982), japanischer Fußballspieler
- Sasaki, Hikari (* 1967), japanische Judoka
- Sasaki, Hirokazu (* 1962), japanischer Fußballspieler
- Sasaki, Hiroki (* 1993), japanischer Fußballspieler
- Sasaki, Hitoshi (1891–1982), japanischer Fußballtrainer
- Sasaki, Hitoshi (* 1973), japanischer Fußballspieler
- Sasaki, Ikki (* 1991), japanischer Fußballspieler
- Sasaki, Kai (* 1998), japanischer Fußballspieler
- Sasaki, Kazunari (* 1962), japanischer Skilangläufer
- Sasaki, Ken (1943–1991), japanischer Pianist
- Sasaki, Kensuke (* 1966), japanischer Wrestler
- Sasaki, Kizen (1886–1933), japanischer Folklorist und Autor
- Sasaki, Kōji (* 1936), japanischer Fußballspieler
- Sasaki, Kojirō († 1612), japanischer SamuraiSasaki Kojirō († 1612)

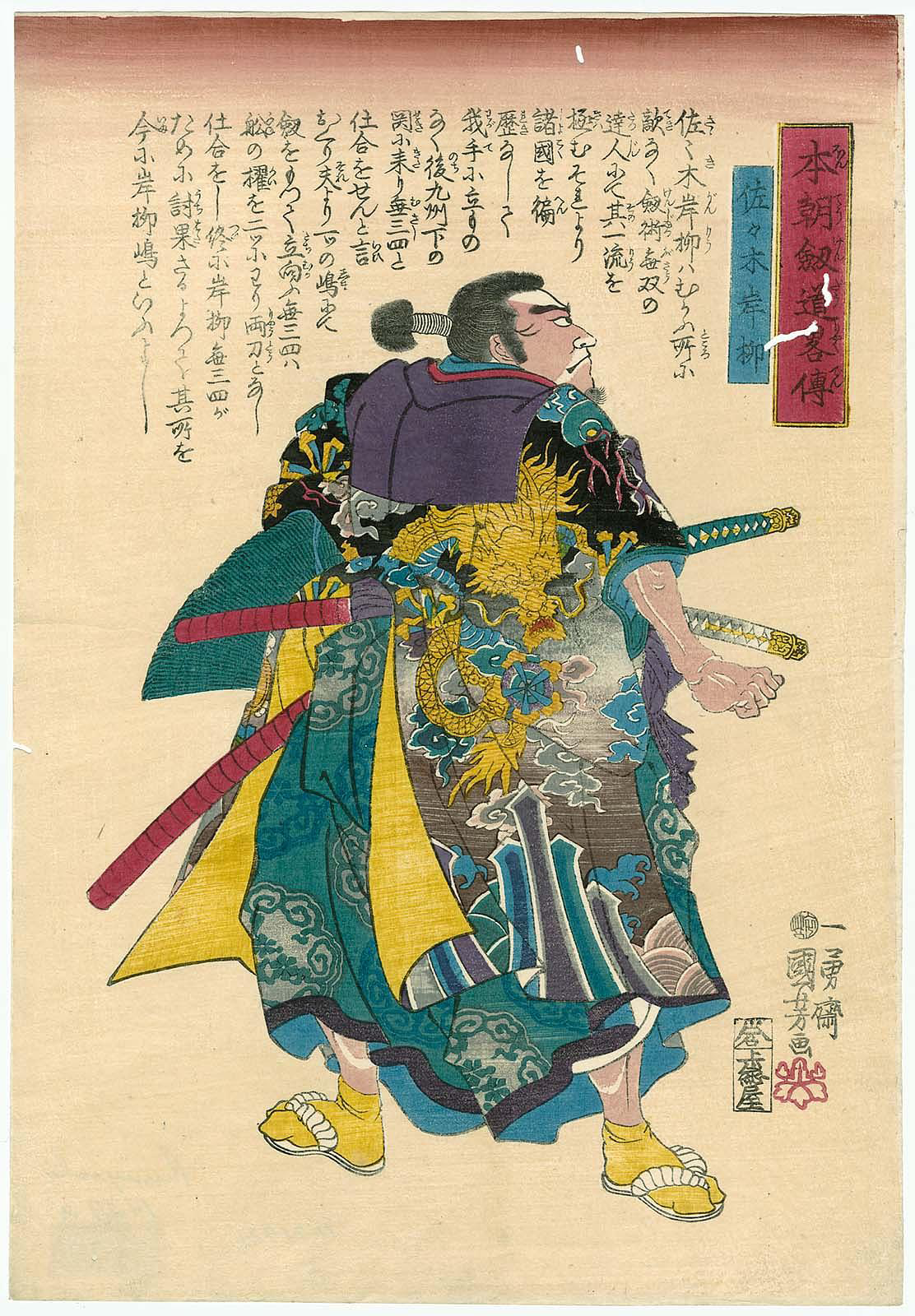
Sasaki Kojirō († 1612)

- Sasaki, Kōzō (1900–1985), japanischer Politiker
- Sasaki, Kyozan Joshu (1907–2014), japanischer buddhistischer Mönch
- Sasaki, Madoka (1883–1927), japanischer Malakologe und Hochschullehrer
- Sasaki, Masanao (* 1962), japanischer Fußballspieler
- Sasaki, Masato (* 1992), japanischer Fußballspieler
- Sasaki, Masato (* 2002), japanischer Fußballspieler
- Sasaki, Mayu (* 1993), japanische Fußballspielerin
- Sasaki, Nanae (1956–2009), japanische Marathonläuferin
- Sasaki, Nobutsuna (1872–1963), japanischer Schriftsteller
- Sasaki, Noriko (* 1961), japanische Manga-Zeichnerin
- Sasaki, Norio (* 1958), japanischer Fußballspieler und -trainer
- Sasaki, Nozomi (* 1988), japanisches Model, Schauspielerin und Sängerin
- Sasaki, Rico (* 1997), japanische Schauspielerin, Anime-Synchronsprecherin (Seiyū) und Sängerin
- Sasaki, Ryōsaku (1915–2000), japanischer Politiker
- Sasaki, Ryūta (* 1988), japanischer Fußballspieler
- Sasaki, Sadako (1943–1955), japanische Schülerin, Opfer des Atombombenabwurfs auf HiroshimaSadako Sasaki (1943–1955)

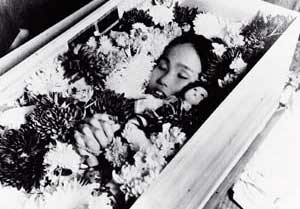
Sadako Sasaki (1943–1955)

- Sasaki, Shigeo (1912–1987), japanischer Mathematiker
- Sasaki, Shinobu (* 1970), japanische Badmintonspielerin
- Sasaki, Shin’ya, japanischer Skispringer
- Sasaki, Shō (* 1982), japanischer Badmintonspieler
- Sasaki, Shō (* 1989), japanischer Fußballspieler
- Sasaki, Shōdō (1882–1961), japanischer Maler
- Sasaki, Shōgo (* 2000), japanischer Fußballspieler
- Sasaki, Shū (* 1991), japanischer Fußballspieler
- Sasaki, Sōichi (1878–1965), japanischer Jurist
- Sasaki, Tadashi (1907–1988), japanischer Bankfachmann
- Sasaki, Tadashi (* 1966), japanischer Fußballspieler
- Sasaki, Takahiro (* 1949), japanischer Politiker
- Sasaki, Takahiro (* 1974), japanischer Fußballspieler
- Sasaki, Takaoki (1878–1966), japanischer Mediziner
- Sasaki, Takatsuna (1160–1214), japanischer Krieger
- Sasaki, Takauji (1306–1373), japanischer Feldherr
- Sasaki, Takayuki, japanischer Skispringer
- Sasaki, Takayuki (1830–1910), japanischer Politiker
- Sasaki, Takeshi (* 1942), japanischer Politikwissenschaftler
- Sasaki, Takumi (* 1998), japanischer Fußballspieler
- Sasaki, Toyoju (1853–1901), japanische Feministin
- Sasaki, Wataru (* 1996), japanischer Fußballspieler
- Sasaki, Yōji (* 1992), japanischer Fußballspieler
- Sasaki, Yoshitsune (1000–1058), japanischer Adliger und Militärbefehlshaber
- Sasaki, Yūhei (* 1988), japanischer Skispringer
- Sasaki, Yukitsuna (* 1938), japanischer Lyriker und Literaturwissenschaftler
- Sasaki, Yūta (* 1996), japanischer Fußballspieler
- Sasakul, Chatchai (* 1970), thailändischer Boxer im Fliegengewicht
- Sasalak Haiprakhon (* 1996), thailändischer Fußballspieler
- Sasamori, Maria Grace Tazu (* 1963), anglikanische Geistliche und Bischöfin
- Sasamoto, Tsuneko (1914–2022), japanische Fotojournalistin
- Sasamura, Yoshio (* 1927), japanischer Ingenieur und Funktionär
- Sasandarjan, Tatewik (1916–1999), sowjetische bzw. armenische Mezzosopranistin und Hochschullehrerin
- Sasang Mati Penchen (1294–1376), Pandita der Jonang-Schule
- Sasankow, Igor (1963–2020), russischer Handballspieler
- Sasano, Sekiji (1914–2004), japanischer Fußballspieler
- Sasanowitsch, Natallja (* 1973), belarussische Siebenkämpferin
- Săsărman, Gheorghe (* 1941), rumänischer Schriftsteller und Journalist
- Sasazawa, Saho (1930–2002), japanischer Schriftsteller und Essayist

### Sasc
- Sascerides, Gellius (1562–1612), dänischer Arzt und Astronom
- Saschenew, Gennadi Iwanowitsch (1921–2010), sowjetischer Botschafter in Grenada
- Saschidow, Saschid Chalilrachimowitsch (* 1980), russischer Ringer
- Saschin, Michail Makarowitsch (1818–1885), russischer Maler
- Saschina, Nelli Nikolajewna (1938–1996), sowjetisch-moldauische Bildhauerin und Keramikerin
- Saschowa, Wolfgang (1930–2010), deutscher Pianist und Musikwissenschaftler
- Saschuryn, Wadsim (* 1970), belarussischer Biathlet
- Saschytsch, Jasep (1917–2007), belarussischer Politiker und Offizier

### Sasd
- Sasdy, Peter (* 1935), britischer Regisseur und Fernsehproduzent

### Sase
- Šašek z Bířkova, Václav, tschechischer Junker und Diplomat des Jaroslav Lev von Rosental
- Sasek, Ivo (* 1956), Schweizer Laienprediger
- Šašek, Miroslav (1916–1980), tschechoslowakischer Kinderbuchautor
- Šašel, Jaroslav (1924–1988), jugoslawischer Provinzialrömischer Archäologe und Epigraphiker
- Sašenko, Evelina (* 1987), litauische Sängerin
- Sasere, Franklin (* 1998), nigerianischer Fußballspieler
- Sases, indischer König

### Sash
- Sash JM (* 1988), deutscher NS-Rapper und verurteilter Mörder
- Sash, Cecily (1924–2019), südafrikanische Malerin, Bildhauerin und Lehrerin
- Sash, Leon (1922–1979), US-amerikanischer Jazz-Akkordeonist
- Sash, Tyler (1988–2015), US-amerikanischer American-Football-Spieler
- Sasha (* 1969), walisischer DJ und Musikproduzent
- Sasha (* 1972), deutscher PopsängerSasha (* 1972)

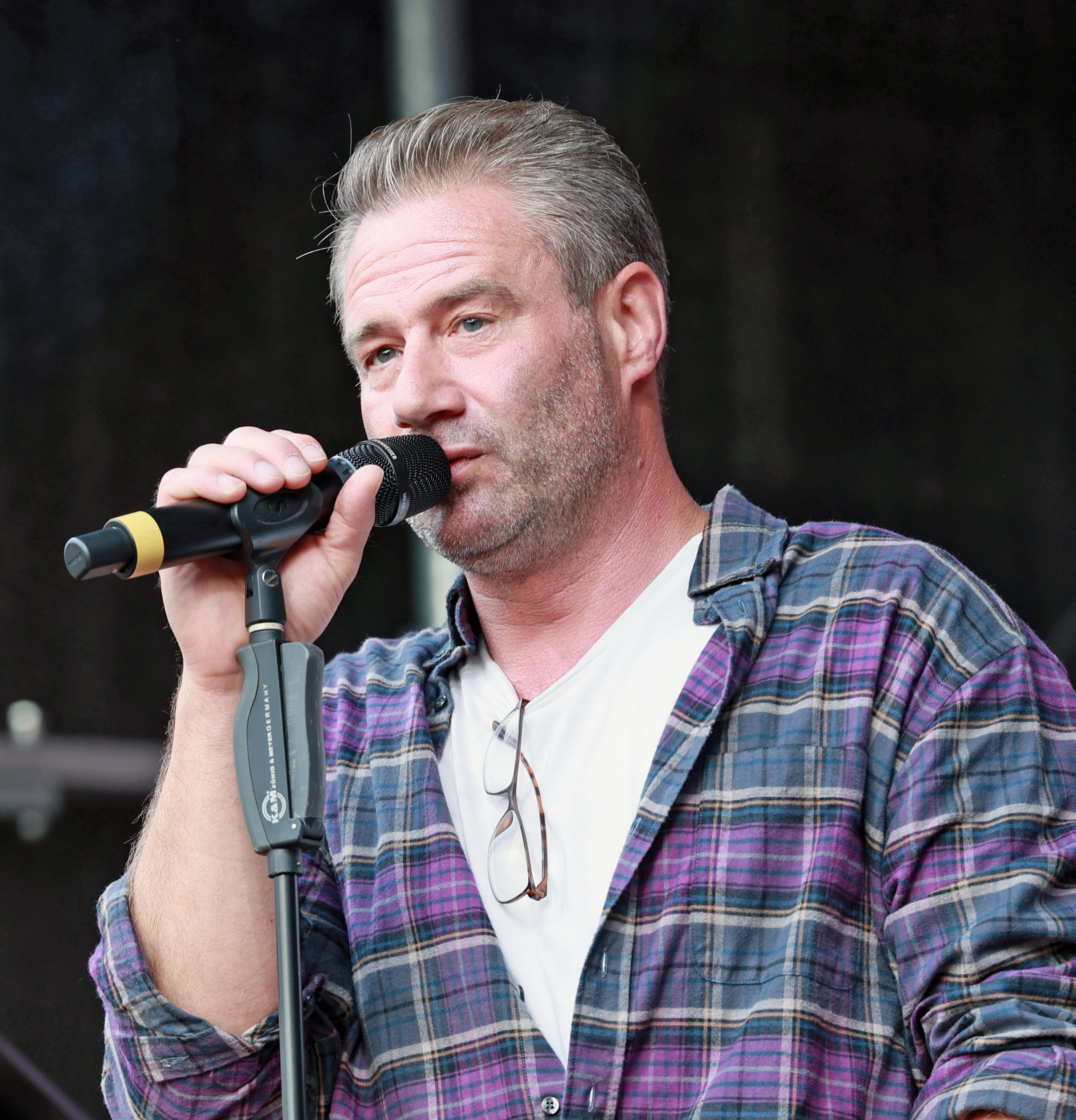
Sasha (* 1972)

- Sasha (* 1974), jamaikanische Reggaeton- und Dancehall-Sängerin
- Sashinami, Yūto (* 1993), japanischer Fußballspieler

### Sasi
- Sasía, José (1933–1996), uruguayischer Fußballspieler und Trainer
- Sasia, Nazareno (* 2001), argentinischer Leichtathlet
- Sasiain, Santiago (* 1996), paraguayischer Hammerwerfer
- Šašić, Célia (* 1988), deutsche Fußballspielerin
- Šašić, Milan (* 1958), jugoslawischer Fußballtorhüter und kroatischer Fußballtrainer
- Šašić, Željko (* 1969), serbischer Pop-Folk-Sänger
- Sasics, Szvetiszláv (1948–2025), ungarischer Pentathlet
- Šašik, Milan (1952–2020), slowakischer Geistlicher, Oberhaupt der ruthenisch-griechisch-katholischen Kirche in der Ukraine
- Sasikala, V. K. (* 1954), indische Geschäftsfrau und indische Politikerin
- Sasikiran, K. (* 1981), indischer Schachspieler
- Sasikumar, Mukund (* 1997), indischer Tennisspieler
- Sasínek Mäki, Kristiina (* 1991), tschechische Leichtathletin
- Sasínek, Filip (* 1996), tschechischer Leichtathlet
- Sasiola, Jofre Ibáñez II. de (1456–1525), Alcalde, spanischer Gesandter in England (1485–1489)

### Sasj
- Sasjeda, Ihor (1932–2005), sowjetischer Schwimmer

### Sask
- Saska, Jüri (* 1974), estnischer Flottillenadmiral
- Saska, Leo František (1832–1870), böhmischer Altphilologe und Lehrer
- Šaško, Ivan (* 1966), kroatischer Geistlicher, Weihbischof in Zagreb
- Šaško, Martin (1807–1893), slowakischer Orgelbauer

### Sasl
- Saslawska, Anastassija († 1561), wolhynische Fürstin
- Saslawskaja, Tatjana Iwanowna (1927–2013), russische Soziologie und Meinungsforscherin
- Saslawski, Dawid Iossifowitsch (1880–1965), sowjetischer Journalist
- Saslonow, Konstantin Sergejewitsch (1910–1942), sowjetischer Eisenbahner, Partisan und „Held der Sowjetunion“

### Sasm
- Şaşma, Ersu (* 1999), türkischer Stabhochspringer
- Şaşmaz, Aytaç (* 1998), türkischer Schauspieler
- Şaşmaz, İsmail Ege (* 1993), türkischer Schauspieler
- Şaşmaz, Necati (* 1971), türkischer Schauspieler
- Şaşmaz, Vatan (1975–2017), türkischer Schauspieler und ModeratorVatan Şaşmaz (1975–2017)

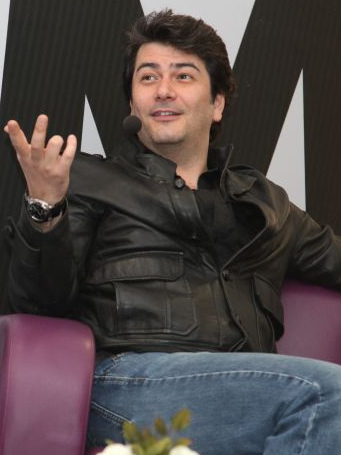
Vatan Şaşmaz (1975–2017)

- Sasmaz, Zadiel (* 1982), deutscher Bauchtänzer mit türkischen Wurzeln

### Sasn
- Sasnal, Wilhelm (* 1972), polnischer Maler, Filmemacher und Comiczeichner
- Sasnauskas, Česlovas (1867–1916), litauischer Komponist
- Sasnouski, Sjarhej (* 1981), belarussischer Fußballspieler
- Sasnowitsch, Aljaksandra (* 1994), belarussische Tennisspielerin
- Sasnowski, Paul (1903–1944), deutscher Widerstandskämpfer im Dritten Reich

### Saso
- Sasō, Akira (* 1961), japanischer Mangaka
- Sasō, Kazuaki (* 1999), japanischer Fußballspieler
- Sasobek, altägyptischer Wesir der 26. Dynastie
- Sason, Sixten (1912–1967), schwedischer Designer und Illustrator
- Sasonkin, Manus (1930–1992), US-amerikanischer Komponist, Cembalist, Pianist, Dirigent, Musikwissenschaftler und -pädagoge
- Sasonow, Alexander Gennadjewitsch (* 1980), russischer Eishockeyspieler
- Sasonow, Saba (* 2002), georgischer Fußballspieler
- Sasonow, Sergei Dmitrijewitsch (1860–1927), russischer DiplomatSergei Dmitrijewitsch Sasonow (1860–1927)

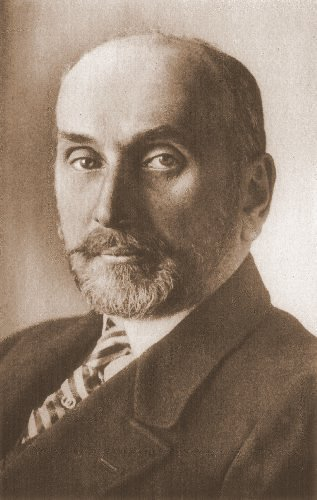
Sergei Dmitrijewitsch Sasonow (1860–1927)

- Sasonowa, Julija Walerjewna (* 1988), russische Crosslauf-Sommerbiathletin
- Sasot, Vicente (1918–1985), spanischer Fußballspieler und -trainer
- Sasova, Aljona (* 1988), estnische Fußballspielerin

### Sasp
- Sasportas, Jakob (1610–1698), jüdischer Gelehrter
- Sasportas, Yehudit (* 1969), israelische Bildhauerin, Malerin, Zeichnerin und Video-Künstlerin

### Sass
- Sass Larsen, Henrik (* 1966), dänischer Politiker, Mitglied des Folketing und Minister
- Sass, Alexander (* 1977), deutscher Kameramann
- Sass, Anatoli Fomitsch (1935–2023), sowjetischer Olympiasieger im Rudern
- Saß, Andreas von (1753–1816), russischer Generalleutnant
- Saß, Anton von (1739–1807), russisch-preußischer Kavallerieoffizier
- Saß, August Leopold (1874–1951), deutscher Violinist und Musikpädagoge
- Sass, Carry (* 1966), deutsche Sängerin und Entertainerin
- Saß, Christian (1836–1916), deutscher Porzellanmaler
- Saß, Christina von (* 1975), deutsche Reporterin und Fernseh-Moderatorin
- Saß, Eduard von (1900–1946), deutscher Oberst im Zweiten Weltkrieg
- Sass, Erich (1906–1940), deutscher Einbrecher
- Sass, Franz (1904–1940), deutscher Einbrecher
- Sass, Friedrich (1883–1968), deutscher Maschinenbauer und Hochschullehrer
- Saß, Georg Friedrich von (1751–1810), öselscher Landmarschall
- Saß, Georg Otto Ewald von (1797–1883), russischer General
- Saß, Gerhard Alexander von (1718–1790), preußischer Generalleutnant, Chef des Garnisonsregiments Nr. 6 sowie Kommandant der Festung Cosel
- Sass, Hans-Martin (1935–2023), deutscher Bioethiker und Hochschullehrer
- Sass, Hartmut von (* 1980), deutscher evangelischer TheologeHartmut von Sass (* 1980)

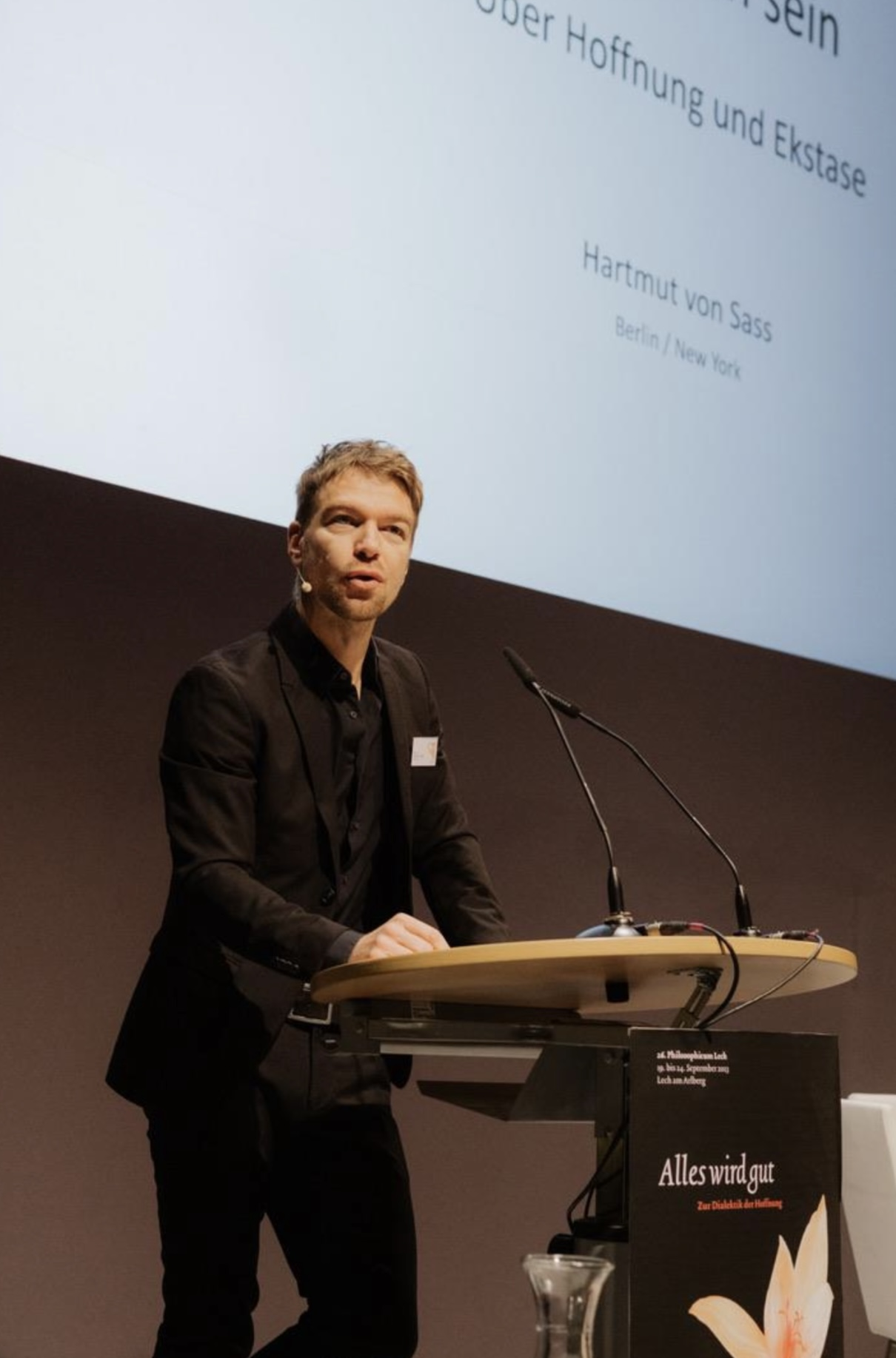
Hartmut von Sass (* 1980)

- Sass, Heinrich (1859–1941), deutscher Vizeadmiral der Kaiserlichen Marine
- Saß, Heinrich Oswald von (1856–1913), deutsch-baltischer Maler
- Saß, Henning (* 1944), deutscher Psychiater
- Sass, Henry (1788–1844), englischer Maler und Lehrer
- Saß, Herbert (1922–1989), deutscher Politiker (SPD), MdL
- Sass, Hermann Urich (1887–1933), deutscher Filmkaufmann und Kinobesitzer
- Saß, Horst (1934–2013), deutscher Fußballspieler, -trainer und Hochschullehrer
- Saß, Ingemarie (* 1941), deutsche Sportpädagogin und Hochschullehrerin
- Sass, Ingo (* 1964), deutscher Geologe
- Sass, Johann (1867–1951), deutscher Bibliothekar und Beamter des Auswärtigen Amtes
- Saß, Johann Barthold (1811–1883), deutscher Lehrer, Schulbuchautor und Philanthrop
- Saß, Johannes (1889–1971), deutscher Sprachwissenschaftler der niederdeutschen Sprache
- Sass, Johannes (1897–1972), deutscher Maler und Kunstlehrer
- Sass, Jon (* 1961), US-amerikanischer Tubist
- Sass, Katrin (* 1956), deutsche SchauspielerinKatrin Sass (* 1956)

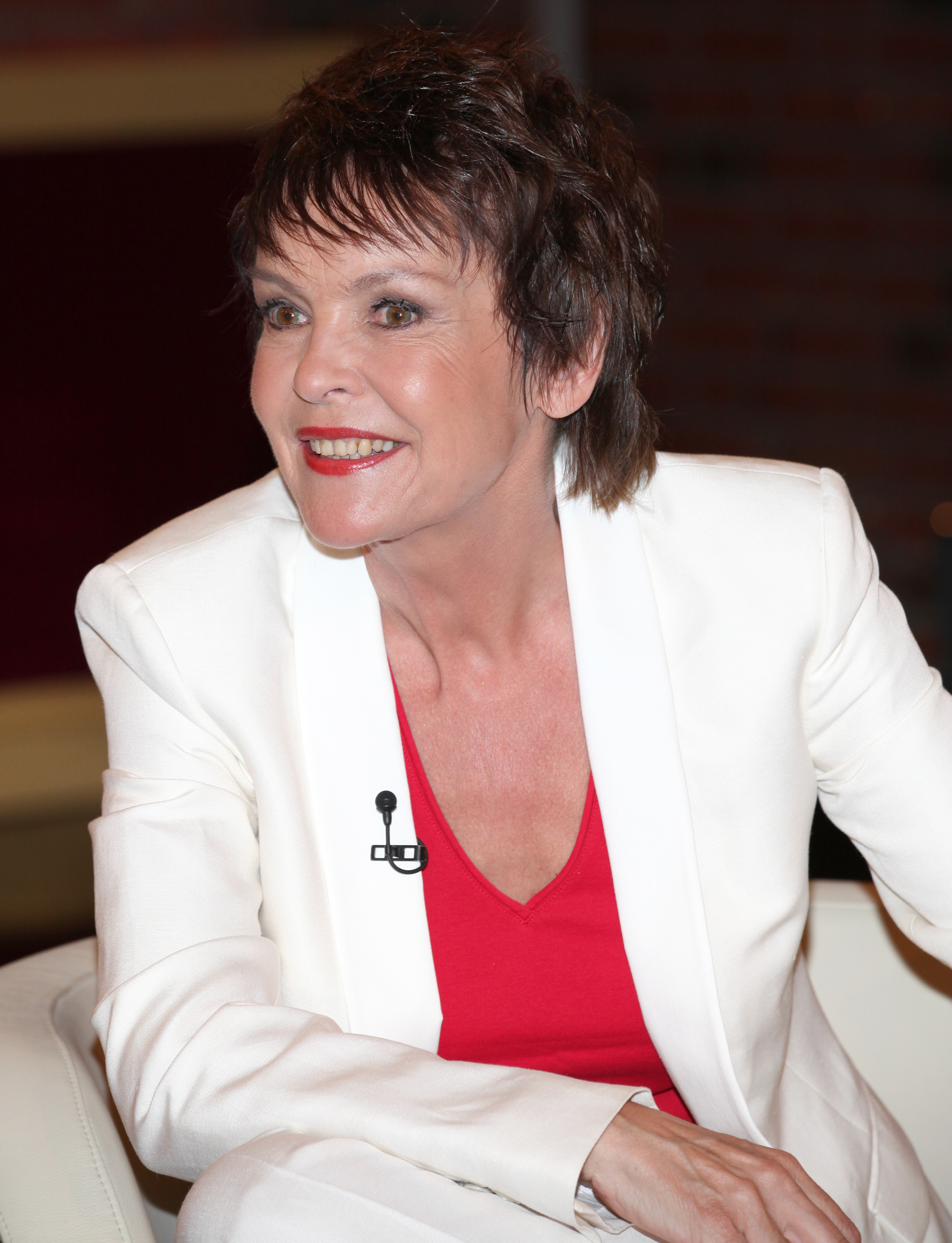
Katrin Sass (* 1956)

- Sass, Lennart (* 2000), deutscher Para-Judoka
- Saß, Manuela (* 1965), deutsche Juristin und Kommunalpolitiker (CDU)
- Saß, Marcell (* 1971), deutscher evangelischer Theologe
- Sass, Melanie von (* 1976), deutsche Schauspielerin
- Saß, Peter (1936–2006), deutscher Wirtschaftswissenschaftler und Hochschullehrer
- Sass, Rainer (* 1954), deutscher Moderator und Autor
- Sass, Richard (1774–1849), englischer Landschaftsmaler und Zeichenlehrer der Königsfamilie
- Saß, Theodor von (1833–1894), deutscher Verwaltungsbeamter und Rittergutsbesitzer
- Saß, Theodor von (1881–1958), deutscher evangelischer Pfarrer
- Saß, Wilhelm († 1859), deutscher Mediziner und Politiker
- Saß-Jaworski, Julian von (1862–1930), polnisch-deutscher Rittergutsbesitzer und Politiker, MdR
- Saß-Viehweger, Barbara (* 1943), deutsche Politikerin (CDU), MdA
- Sassá (* 1994), brasilianischer Fußballspieler
- Sassacus († 1637), Sachem der Pequot
- Sassak, Harald (1947–2013), österreichischer Serienmörder
- Sassaman, Len (1980–2011), US-amerikanischer ProgrammiererLen Sassaman (1980–2011)
- Sassamon, John, Indianer

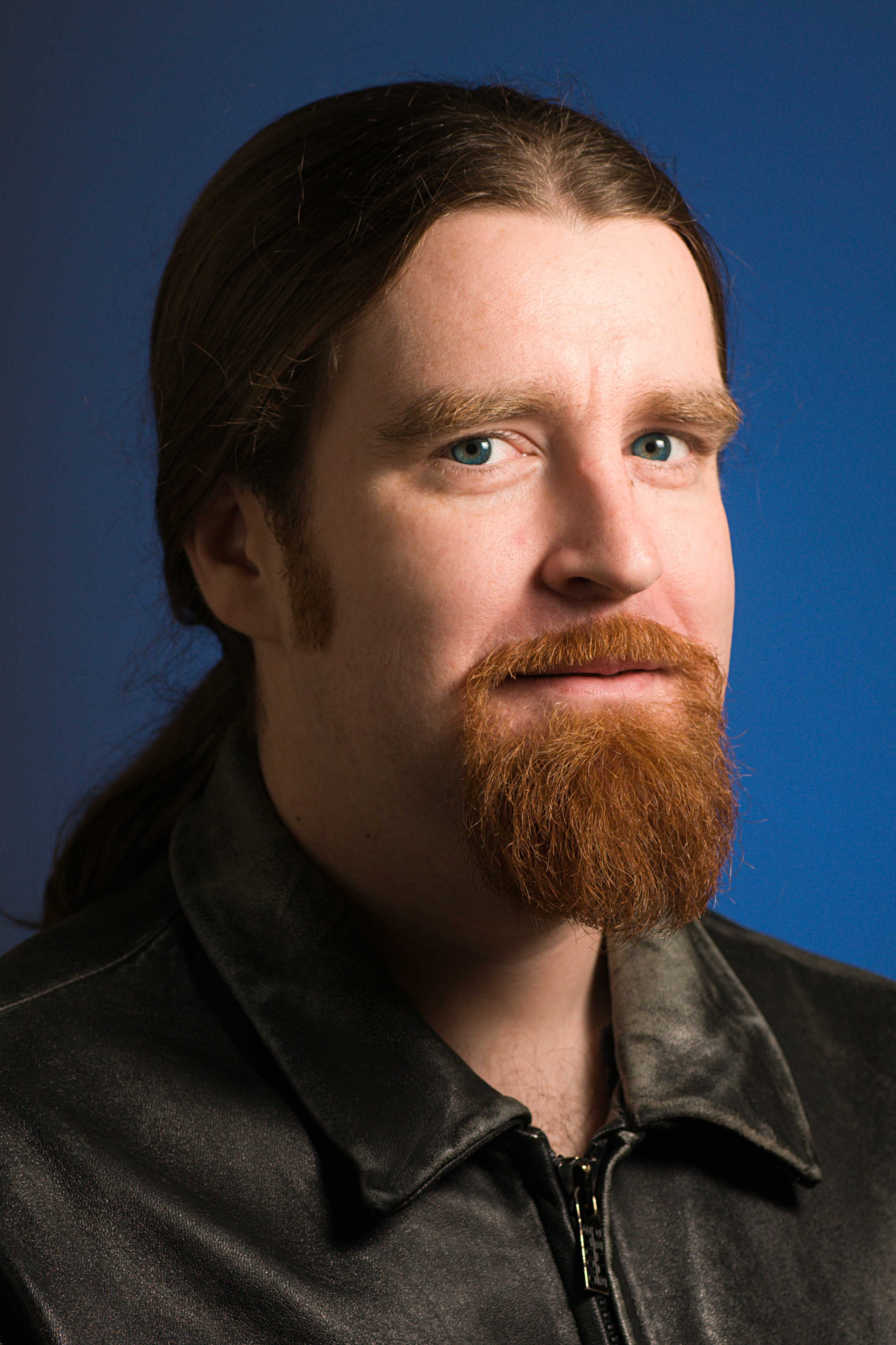
Len Sassaman (1980–2011)

- Sassano, Luke (* 1985), US-amerikanischer Fußballspieler
- Sassano, Pino (* 1967), deutscher Karateka
- Sassard, Jacqueline (1940–2021), französische Schauspielerin
- Sassari, Matt (* 1992), französischer Techno-DJ und Musikproduzent
- Sasscer, Lansdale (1893–1964), US-amerikanischer Politiker
- Sasse, Alfred (1870–1937), deutscher Architekt
- Sasse, Angela, deutsche Informatikerin
- Sasse, Anna (* 1897), deutsche Politikerin (SED), MdL Sachsen-Anhalt
- Sasse, Ben (* 1972), US-amerikanischer PolitikerBen Sasse (* 1972)

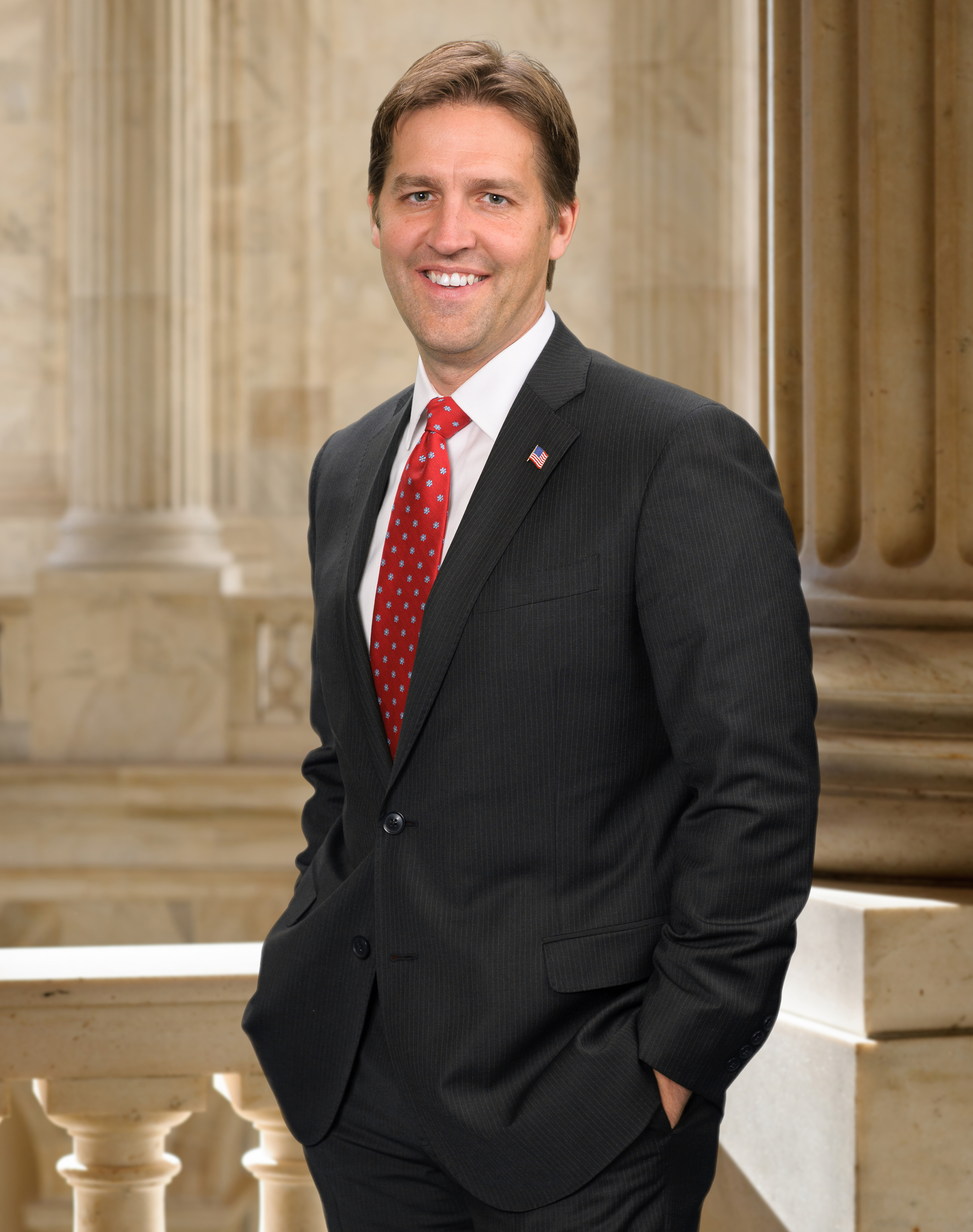
Ben Sasse (* 1972)

- Sasse, Bernhardus, Weihbischof in Münster, Zisterziensermönch
- Sasse, Christian, deutscher Breakdancer
- Sasse, Christoph (1930–1979), deutscher Rechtswissenschaftler und Hochschullehrer
- Sasse, Erich-Günther (1944–2016), deutscher Schriftsteller
- Sasse, Ernst (1897–1945), deutscher KPD-Funktionär und Widerstandskämpfer
- Sasse, Ernst (* 1953), deutscher Tierfilmer und Kameramann
- Sasse, Ewald (1888–1970), deutscher Politiker (CDU), Oberbürgermeister der Stadt Hagen
- Sasse, Gertrud (1902–1994), deutsche LDPD-Funktionärin, MdV
- Saße, Günter (* 1945), deutscher Germanist
- Sasse, Gustav (1904–1969), deutscher Organist und Dirigent
- Sasse, Gustav von (1824–1904), preußischer Generalmajor und Kommandeur der 1. Fußartillerie-Brigade
- Sasse, Gwendolyn (* 1972), deutsche Politikwissenschaftlerin und Slawistin
- Sasse, Hans-Dietrich (* 1940), deutscher Hockeyspieler (DDR)
- Sasse, Hans-Jürgen (1943–2015), deutscher Sprachwissenschaftler
- Sasse, Hartmut (* 1949), deutscher Boxer
- Sasse, Helga (1942–2013), deutsche Schauspielerin und Synchronsprecherin
- Sasse, Helge (* 1956), deutscher Filmproduzent
- Sasse, Heribert (1945–2016), österreichischer SchauspielerHeribert Sasse (1945–2016)

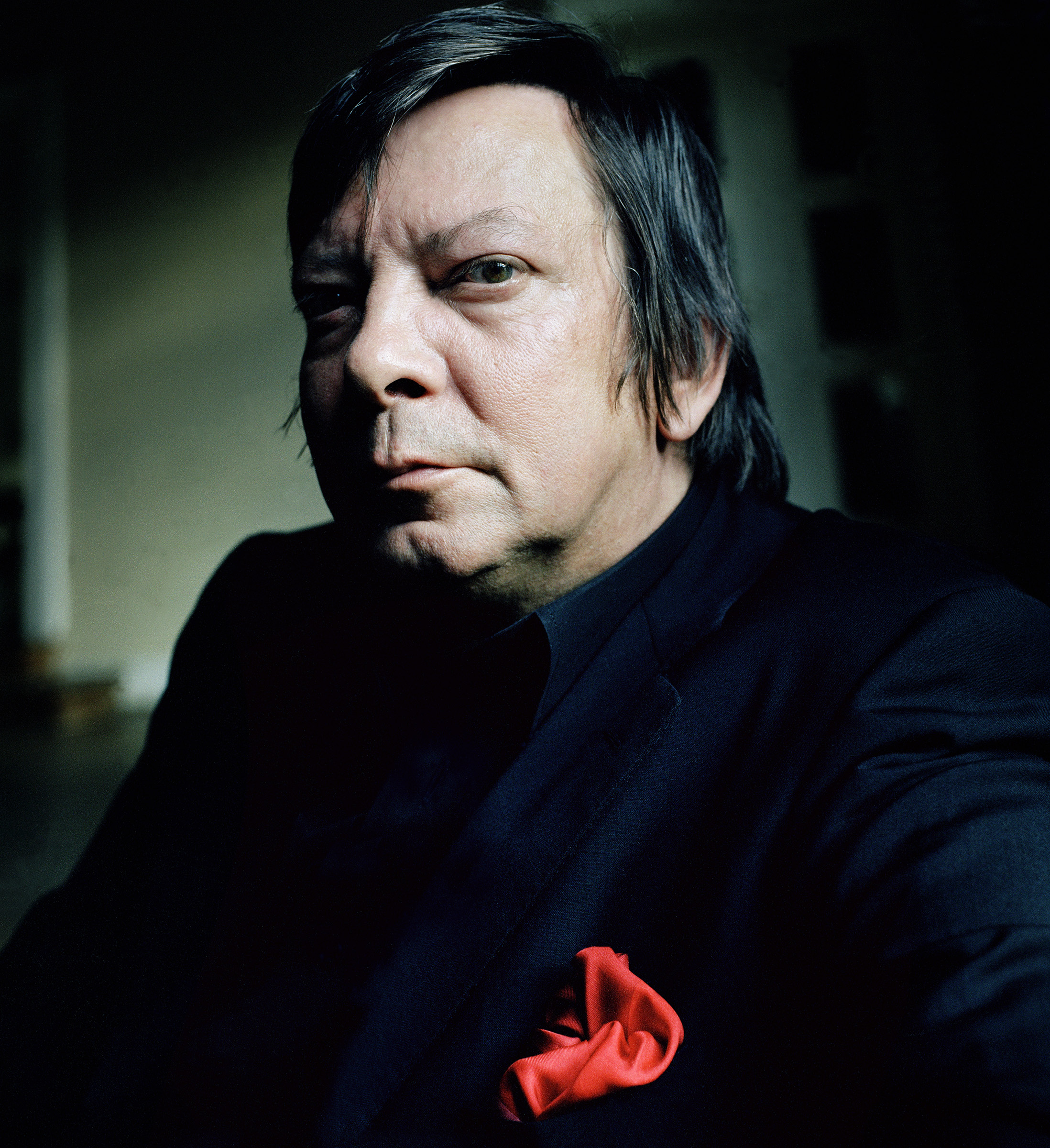
Heribert Sasse (1945–2016)

- Sasse, Hermann (1895–1976), deutsch-australischer lutherischer Theologe
- Sasse, Johann (1640–1706), deutscher Bildschnitzer
- Sasse, Joost van (1684–1755), Maler, Kupferstecher, Stahlstecher, Radierer
- Sasse, Jörg (* 1962), deutscher Fotograf und bildender Künstler
- Sasse, Jos (* 1957), niederländischer Marathonläufer
- Sasse, Kai J. (1959–2012), deutscher Dichter, Sänger, Texter, Übersetzer
- Sasse, Karl-Ernst (1923–2006), deutscher Komponist und Dirigent
- Sasse, Klaus (1921–2003), deutscher Offizier der Wehrmacht, wissenschaftlicher Oberrat am Romanischen Seminar der Universität Hamburg
- Sasse, Konrad (1926–1981), deutscher Musikwissenschaftler und Händel-Forscher
- Sassé, Ludwig (1857–1917), preußischer Landrat und Geheimer Regierungsrat
- Sasse, Martin (1890–1942), deutscher Landesbischof
- Sasse, Martin (* 1968), deutscher Jazzpianist, Keyboarder und Komponist
- Sasse, Peter (1571–1642), deutscher Philosoph
- Sasse, Peter (1709–1776), deutscher lutherischer Theologe, Historiker und Hochschullehrer
- Sasse, Petra, deutsche Handballspielerin
- Sasse, Reinhart (* 1943), deutscher Hockeyspieler (DDR)
- Sasse, Sylvia (* 1968), deutsche Slawistin und Literaturwissenschaftlerin
- Sasse, Torsten (* 1963), deutscher Dokumentarfilmer und Autor
- Sasse, Werner (* 1941), deutscher Koreanist
- Sasse, Wolfgang (1921–1993), deutscher Schauspieler und Hörspielsprecher
- Sasse, Yan (* 1997), brasilianischer Fußballspieler
- Sassejew, Gela Dschambulatowitsch (* 1993), russischer Fußballspieler
- Sassekin, Grigori Ossipowitsch († 1592), russischer Woiwode und Stadtgründer von Samara, Wolgograd und Saratow
- Sassella, Marco (* 1976), Schweizer Basketballspieler
- Sassella, Oliver (* 2006), schweizerischer Basketballspieler
- Sassen, Andreas (1968–2004), deutscher Fußballspieler
- Sassen, Beatrix (* 1945), deutsche Bildhauerin, Bühnenbildnerin und Malerin
- Sassen, Emmanuel (1911–1995), niederländischer Politiker, MdEP und EU-Kommissar
- Sassen, Felix von (* 1979), deutscher Schauspieler und Fernsehmoderator
- Sassen, Ferdinand (1894–1971), niederländischer Philosoph
- Sassen, Peter von (* 1953), deutscher Fernsehjournalist und Fernsehmoderator
- Sassen, Saskia (* 1947), US-amerikanische Soziologin und WirtschaftswissenschaftlerinSaskia Sassen (* 1947)

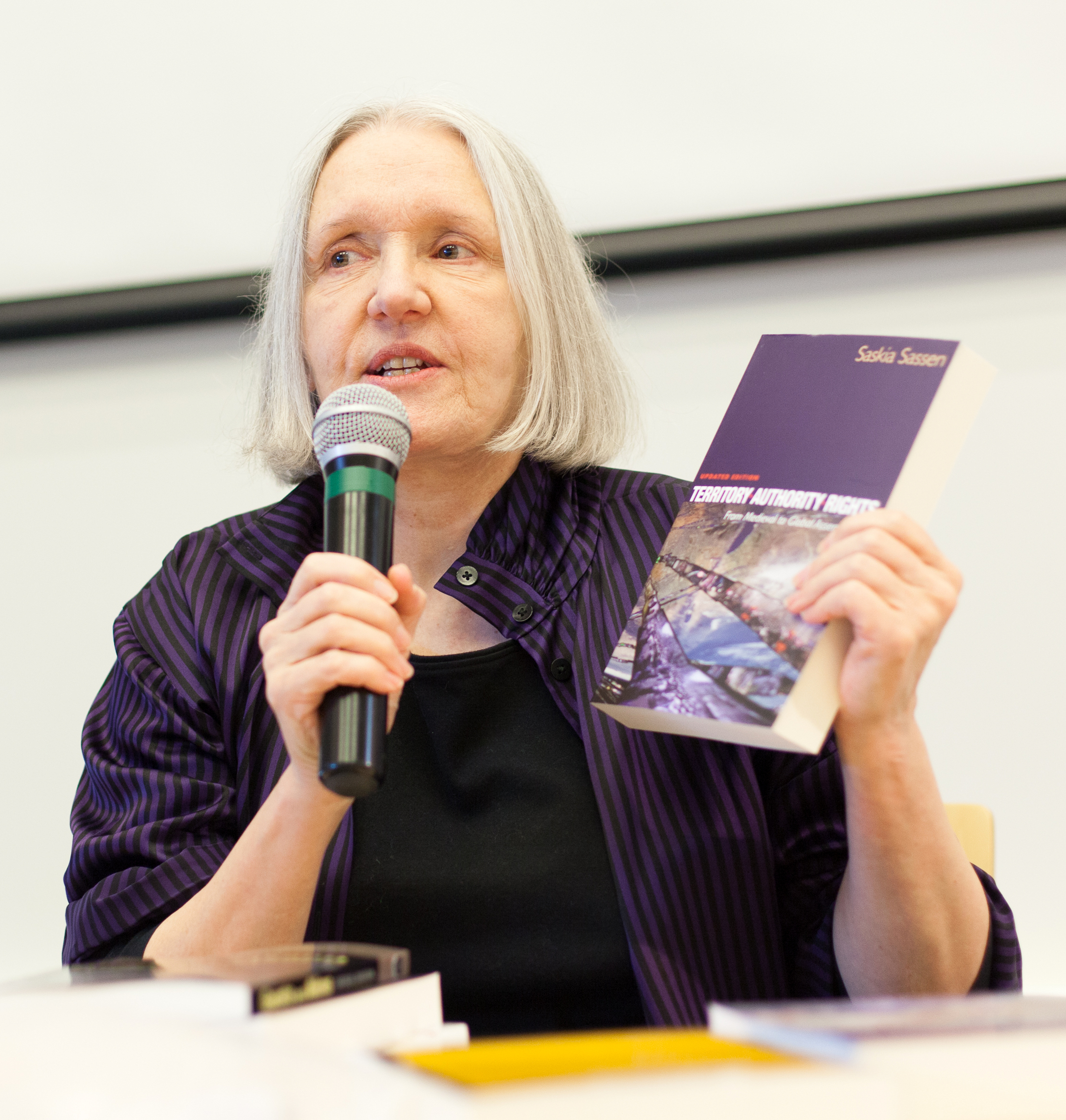
Saskia Sassen (* 1947)

- Sassen, Ursula (* 1947), deutsche Politikerin (CDU), MdL
- Sassen, Willem (1918–2001), niederländischer Nationalsozialist und SS-Mann, Interviewer von Adolf Eichmann
- Sassen-Haase, Ingeborg (1919–1997), deutsche Schauspielerin
- Sassenage, Henri II. de († 1424), französischer Adliger, Gouverneur der Dauphiné
- Sassenage, Marguerite de, Mätresse von König Ludwig XI.
- Sassenbach, Helmut (* 1959), deutscher Ruderer
- Sassenbach, Johannes (1866–1940), deutscher Gewerkschafter
- Sassenberg, Kai (* 1971), deutscher Sozialpsychologe und Hochschullehrer
- Sassenberg, Volker (* 1968), deutscher MedienproduzentVolker Sassenberg (* 1968)

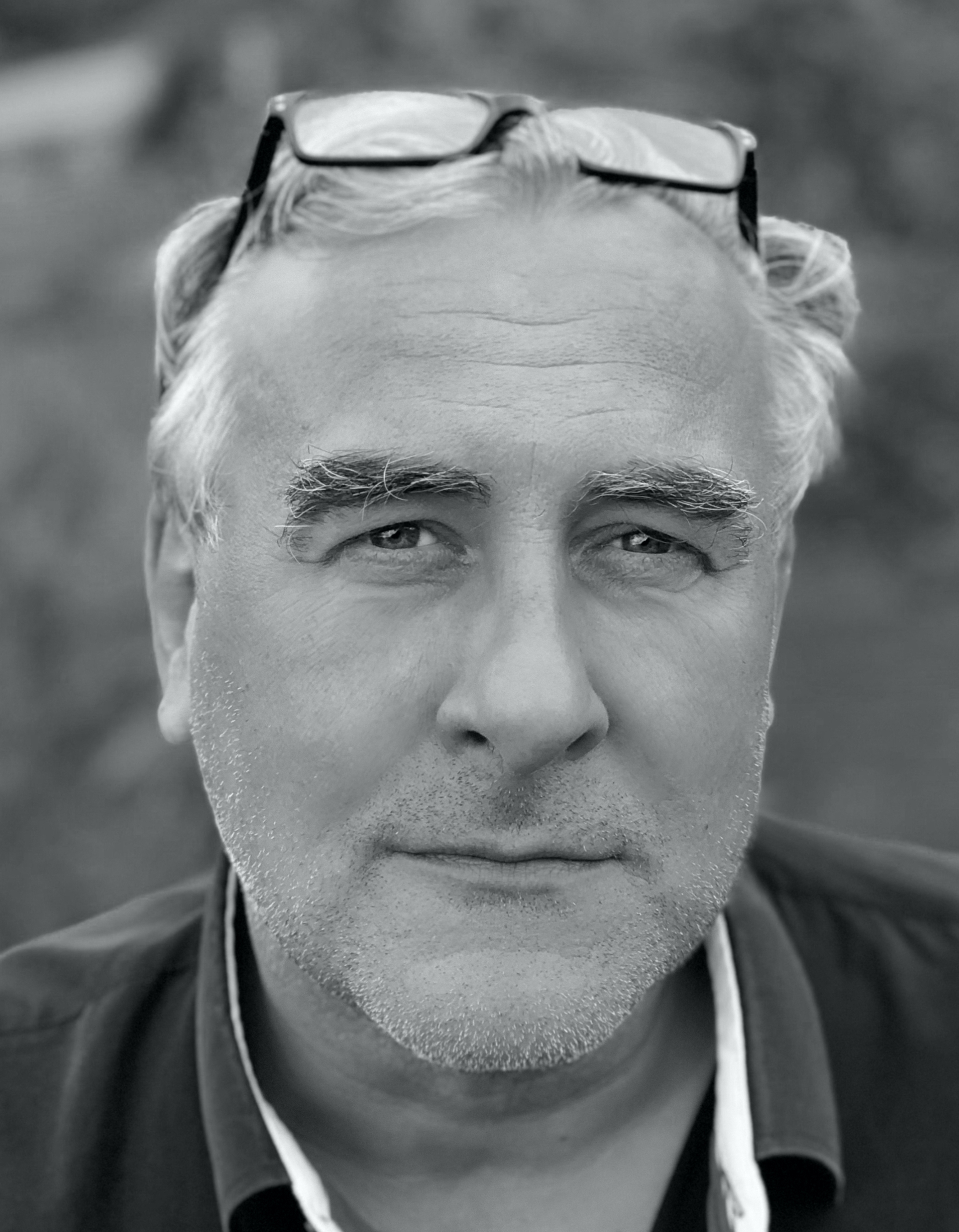
Volker Sassenberg (* 1968)

- Sassenberg-Walter, Ulrike (* 1955), deutsche Juristin und Richterin
- Sassenrath, Carl (* 1957), US-amerikanischer Softwareentwickler
- Sassenrath, Carl-Philipp (* 1990), deutscher Politiker (CDU), MdB
- Sassenroth, Johannes (* 1978), deutscher Radiomoderator, Sprecher, Comedian und Reporter
- Sassenroth, Otto (1924–1985), deutscher Politiker (SPD), MdL
- Sasser, Jason (* 1974), US-amerikanischer Basketballspieler
- Sasser, Jim (1936–2024), US-amerikanischer Politiker (Demokratische Partei)
- Sasser, Mathlynn (* 1996), marshallische Gewichtheberin
- Saßerath, Anna Pauline (* 1998), deutsche Triathletin
- Saßerath, Maximilian (* 1993), deutscher Triathlet
- Sassernò, Agathe Sophie (1810–1860), französische Lyrikerin der Romantik
- Sassetta, Stefano di Giovanni († 1450), italienischer Maler des Quattrocento
- Sassetti, Andrea (* 1960), italienischer Formel-1-Teamchef
- Sassetti, Bernardo (1970–2012), portugiesischer Jazzpianist und Komponist
- Sassetti, Filippo (1540–1588), florentinischer Kaufmann
- Sassetti, João (1892–1946), portugiesischer Degenfechter
- Sasseville, Lorna (* 1960), kanadische Skilangläuferin
- Sasseville, Marc H. (* 1963), US-amerikanischer Offizier, Generalleutnant der US Air Force
- Sassi, Ahmed (* 1993), tunesischer Fußballspieler
- Sassi, Akrem (* 1999), tunesischer Leichtathlet
- Sassi, Ferjani (* 1992), tunesischer Fußballspieler
- Sassi, Ismaïl (* 1991), französisch-tunesischer Fußballspieler
- Sassi, Moriz (1880–1967), österreichischer Ornithologe
- Sassi, Sadok (* 1945), tunesischer Fußballspieler
- Sassik, Raimund (1883–1935), österreichischer Politiker (SPÖ), Abgeordneter zum Nationalrat, Mitglied des Bundesrates
- Sassimowitsch, Sergei (* 1986), kasachischer Hochspringer
- Sassimowitsch, Uladsimir (* 1968), belarussischer Speerwerfer
- Sassin, Horst (* 1953), deutscher Historiker und Pädagoge
- Sassina, Alexandra (* 1993), kasachische Biathletin
- Sassine, Jean Claude (* 1971), Schweizer Pianist und Komponist
- Sassine, Williams (1944–1997), guineischer Schriftsteller französischer Sprache
- Sassinot de Nesle, Yvonne (* 1937), französische Kostümbildnerin
- Sassioui, Mounaime (* 1995), marokkanischer Hindernislauf
- Sassjadko, Alexander Dmitrijewitsch (1779–1837), Entwickler und Spezialist für Raketengeschosse sowie General der Kaiserlich Russischen Armee
- Sassjejew, Alen (* 1988), russischer bzw. ukrainischer Ringer
- Sasslaber, Simon (1673–1740), österreichischer Steinmetzmeister des Barock
- Sassmann, Hanns (1882–1944), österreichischer Schriftsteller, Literaturkritiker, Drehbuchautor
- Sassmann, Hanns (1924–1997), österreichischer Verleger
- Sassmann, Hans (1892–1968), österreichischer Politiker (ÖVP)
- Saßmannshaus, Egon (1928–2010), deutscher Violinist und Streichinstrumentpädagoge
- Saßmannshausen, Günther (1930–2010), deutscher Geologe und Manager
- Saßmannshausen, Sean Patrick (* 1971), deutscher Wirtschaftswissenschaftler
- Sassnick, Georg (1858–1922), deutscher Porträt- und Landschaftsmaler
- Sassnick, Walter (1895–1955), deutscher Journalist und Politiker (SPD), MdB
- Sassning, Ronald (1934–2017), deutscher Historiker
- Sasso, Gerhard († 1120), Gründer des Souveränen Ritter- und Hospitalordens vom Heiligen Johannes zu Jerusalem
- Sasso, Käthe (1926–2024), österreichische Widerstandskämpferin und Zeitzeugin
- Sasso, Mateo (* 1975), uruguayischer Straßenradrennfahrer
- Sasso, Sandy Eisenberg (* 1947), Rabbinerin im rekonstruktionistischen Judentum
- Sasso, Ugo (1910–1981), italienischer Schauspieler
- Sasso, Vincent (* 1991), französischer Fußballspieler
- Sasso, Will (* 1975), kanadischer Schauspieler und ComedianWill Sasso (* 1975)

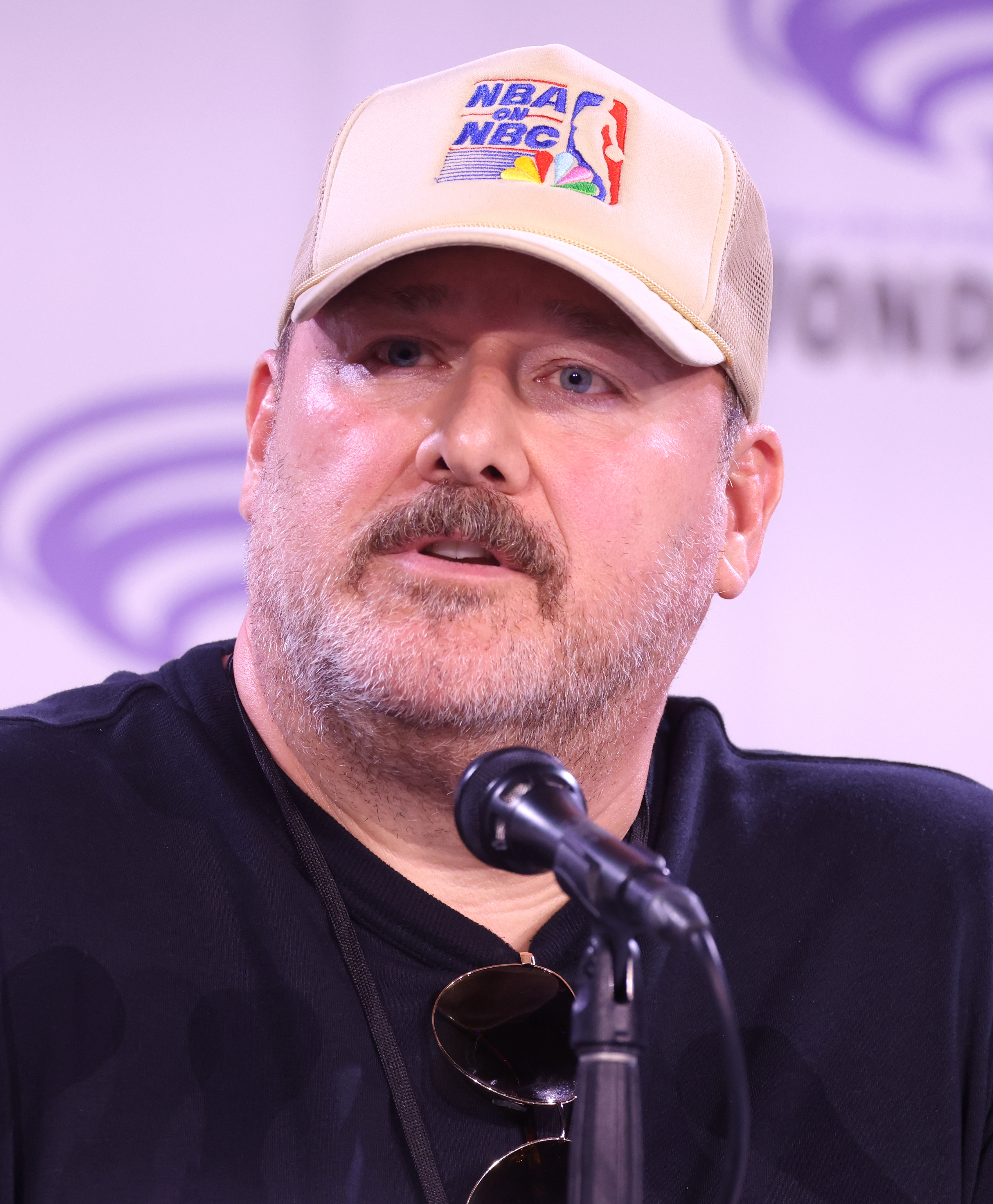
Will Sasso (* 1975)

- Sassoferrato (1609–1685), italienischer Maler
- Sassoli, David (1956–2022), italienischer Politiker (Partito Democratico), MdEP
- Sasson, Deborah, US-amerikanische Opernsängerin (Sopran) und Musicaldarstellerin
- Sasson, Eliahu (1902–1978), israelischer Politiker und Diplomat
- Sasson, Guy (* 1980), israelischer Rollstuhltennisspieler
- Sasson, Jean-Pierre (1918–1986), französischer Jazzmusiker
- Sasson, Mosche (1925–2006), israelischer Diplomat
- Sasson, Or (* 1990), israelischer Judoka
- Sasson, Steven J. (* 1950), US-amerikanischer Ingenieur, Konstrukteur der ersten Digitalkamera
- Sassone, Florindo (1912–1982), argentinischer Tangogeiger, Bandleader und Tangokomponist
- Sassone, Oley (* 1952), US-amerikanischer Film- und Fernsehregisseur und Kameramann
- Sassone, Robert (1978–2016), französischer Radrennfahrer
- Sassone-Corsi, Paolo (1956–2020), italienischer Molekularbiologe
- Sassoon, Agnes (1933–2020), britische Modejournalistin und Autorin
- Sassoon, Albert Abdullah David (1818–1896), britisch-indischer Kaufmann und Philanthrop
- Sassoon, David (1792–1864), britisch-indischer Kaufmann und Philanthrop
- Sassoon, Elias David (1820–1880), Kaufmann
- Sassoon, James, Baron Sassoon (* 1955), britischer Politiker
- Sassoon, Julie (* 1966), britische Improvisationsmusikerin (Piano, auch Stimme, Komposition)
- Sassoon, Siegfried (1886–1967), britischer Dichter und ErzählerSiegfried Sassoon (1886–1967)

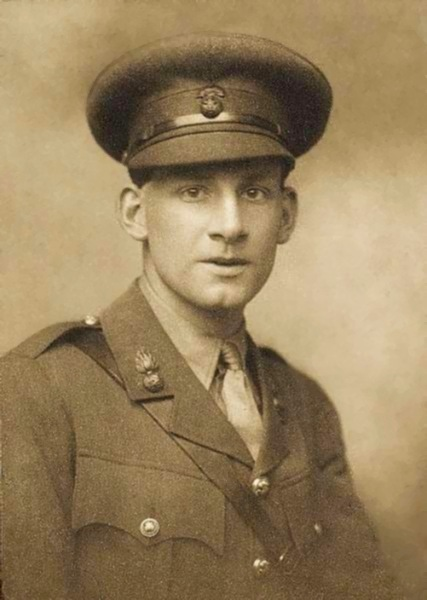
Siegfried Sassoon (1886–1967)

- Sassoon, Vidal (1928–2012), britischer Friseur und Unternehmer
- Sassor, Birgit, deutsche Fußballtorhüterin
- Sassou Nguesso, Antoinette (* 1945), First Lady der Republik Kongo
- Sassou-Nguesso, Denis (* 1943), kongolesischer Politiker, Präsident der Republik Kongo
- Sassow, Anatoli Wladimirowitsch (* 1941), russischer Astrophysiker, Astronom und Hochschullehrer
- Sassuchin, Alexander Fedossejewitsch (1928–2012), sowjetischer Boxer
- Sassulitsch, Michail Iwanowitsch (1844–1910), russischer General
- Sassulitsch, Wera Iwanowna (1849–1919), russische Autorin und Revolutionärin
- Sassy, Attila (1880–1967), ungarischer Maler und Grafiker

### Sast
- Sastin, Marianna (* 1983), ungarische Ringerin
- Sastre Obrador, Pere (1895–1965), mallorquinischer Landwirt, Erfinder und spanischer Luftfahrtpionier
- Sastre y Riutort, Juan (1883–1949), spanischer römisch-katholischer Ordensgeistlicher, Apostolischer Vikar von San Pedro Sula
- Sastre, Alfonso (1926–2021), spanischer Dramenautor, Regisseur, Schauspieler, Übersetzer, Hörspiel- und Drehbuchautor
- Sastre, Antonio (1911–1987), argentinischer Fußballspieler
- Sastre, Carlos (* 1975), spanischer RadrennfahrerCarlos Sastre (* 1975)

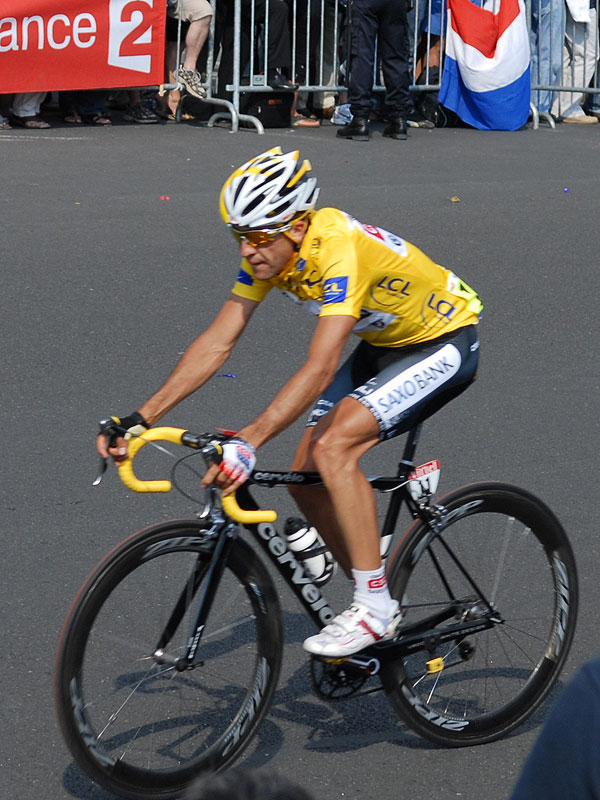
Carlos Sastre (* 1975)

- Sastre, Chabeli (* 1994), italienische Schauspielerin
- Sastre, Elvira (* 1992), spanische Schriftstellerin
- Sastre, Fernand (1923–1998), französischer Fußballfunktionär
- Sastre, Inés (* 1973), spanisches Mannequin und FotomodellInés Sastre (* 1973)

Inés Sastre (* 1973)

- Sastre, Martín (* 1976), uruguayischer Medienkünstler
- Sastre, Robert (1926–2000), beninischer Geistlicher, römisch-katholischer Bischof von Lokossa
- Sastri, Bapu Deva (1821–1890), indischer Mathematiker und Astronom
- Sastri, K. A. Nilakanta (1892–1975), tamilischer Historiker
- Sastri, Lina (* 1950), italienische Schauspielerin und Sängerin
- Sastrow, Bartholomäus (1520–1603), deutscher Schriftsteller
- Sastrow, Johannes (1515–1545), pommerscher Rechtsgelehrter, Dompropst und Poeta Laureatus
- Sastura, Wesir von Karkemiš

### Sasu
- Sasubrin, Wladimir Jakowlewitsch (1895–1937), sowjetischer Schriftsteller

### Sasv
- Sasvári, Zoltán (* 1956), ungarischer Mathematiker

### Sasw
- Saswadimata, Hadiputradila (* 2000), singapurischer Fußballspieler

### Sasy
- Sasypko, Wladislaw (* 1953), sowjetischer Boxer